# Grochowscy herbu Lubicz
Grochowscy herbu Lubicz – polski ród szlachecki wywodzący się z Mazowsza i częściowo Podlasia.
Gniazdem rodziny były wsie Grochówka, Grochowczyce i Grochów Szlachecki w północnym Mazowszu oraz wieś Grochy niedaleko Suraża na Podlasiu, założona przez Grochowskich w XV wieku.
W większości była to szlachta zagrodowa, która już w XVI wieku częściowo przeniosła się na Litwę i Ruś Czerwoną. Źródła wspominają o Franciszku Grochowskim który w 1661 roku otrzymał Wilamowice i Worobiejów w województwie brzeskim litewskim.